# Fibra de cànem

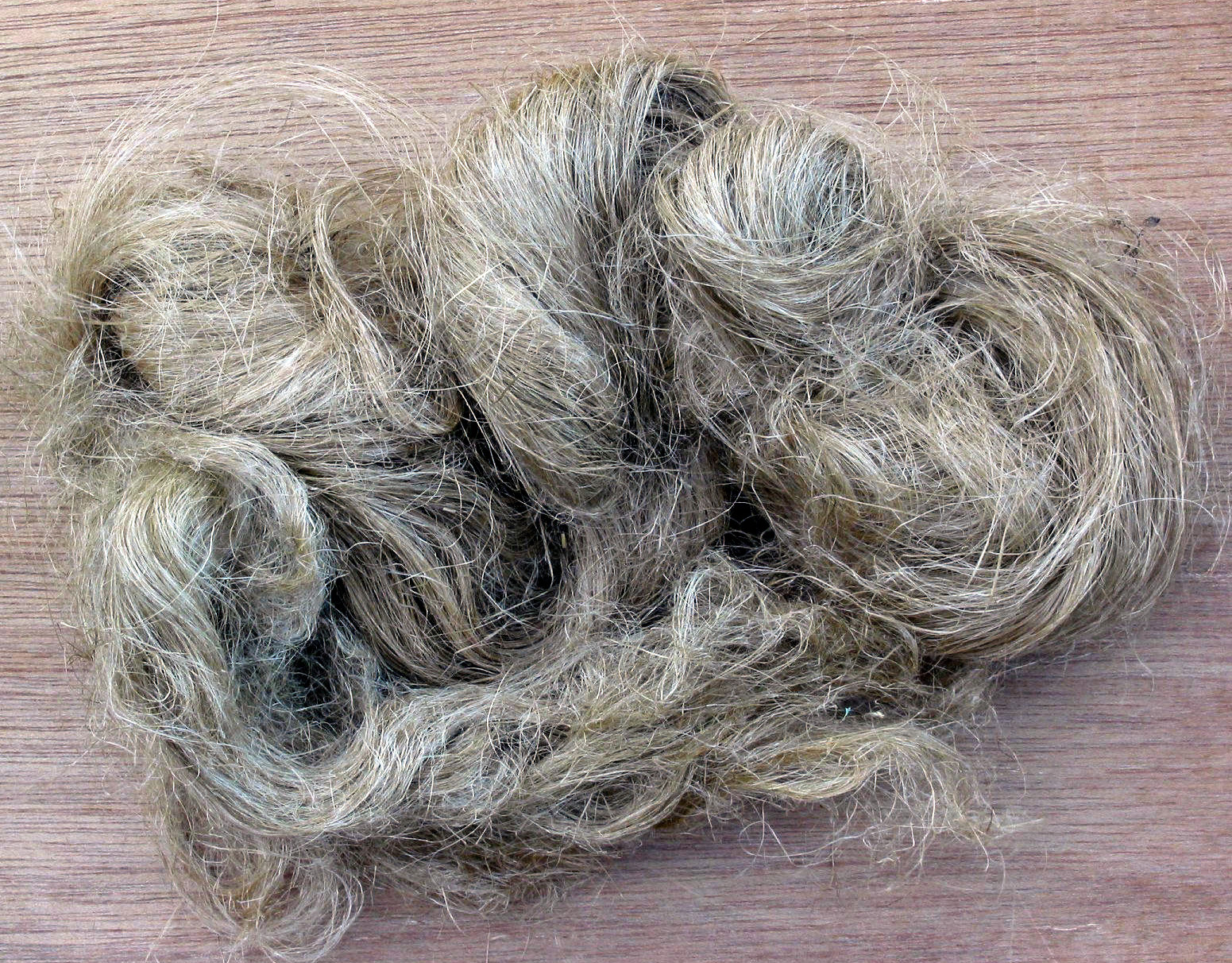
Fibra de cànem

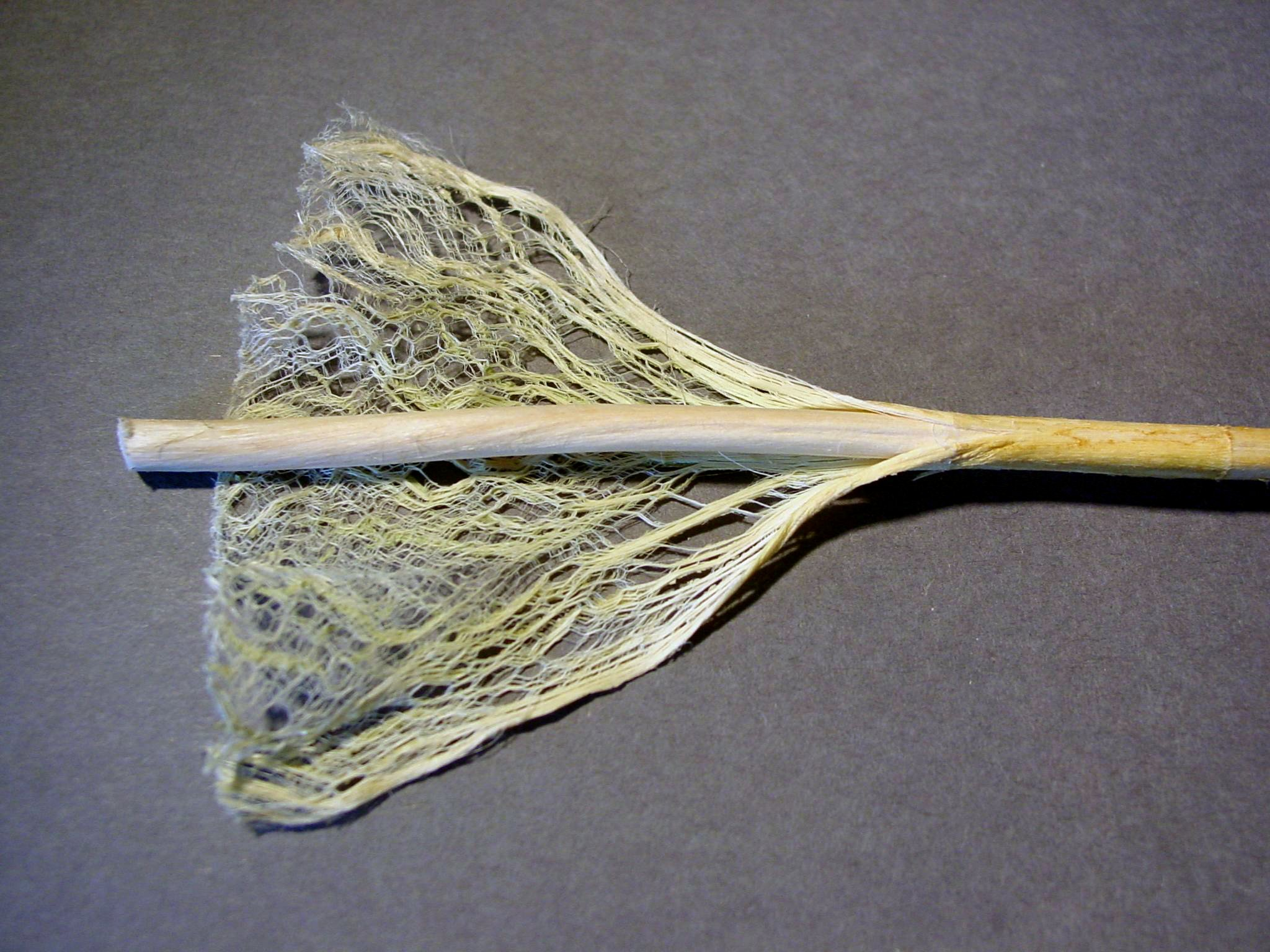
Tija de cànnabis i la fibra de cànem que l'envolta

El cànem és una fibra vegetal de color groguenc, que procedeix de la tija de plantes mascle de Cannabis sativa i que tradicionalment s'utilitza a la indústria tèxtil per a la fabricació de cordes, espardenyes i sacs, entre altres coses. Ha estat usat per a fer veles de vaixells, paper, tèxtils i bosses de la compra. Darrerament se li han trobat altres usos, com per exemple com a complement dietètic o afegit a preparats alimentaris.
No s'ha de confondre amb l'anomenat cànem de Manila, o abacà, una altra fibra vegetal, lleugera, elàstica i resistent que procedeix del pecíol de les fulles de la Musa textilis i que s'utilitza també la fabricació de cordes. A més s'usa per a cables marítims però no per a espardenyes, sacs, cistelles, etc.

## Característiques
La fibra del cànem està trenada en forma d'una mena de malla d'una capa exterior que envolta la tija de la planta de cànnabis. Les fibres poden tenir entre 0,9 m i 4,5 m de longitud. Al natural sol ser d'un color groguenc, però segons el procés emprat per a la seva extracció aquest pot variar a un color més tirant a blanc trencat, crema, marró, verdós, gris o negre. Posteriorment es pot tenyir. En destaca sobretot la seva capacitat d'absorció, d'abric i de força. El cànem industrial és tres vegades més resistent que el cotó.

## Història
Abans de la revolució industrial, el cànem era una fibra molt utilitzada, ja que prové d'una planta que creix ràpidament, cosa que la fa econòmica, i les fibres són fàcils de manipular i molt resistents, cosa que les feia aptes per a sacs d'arròs, de patates, etc. i per a fer devantals i espardenyes. El cànem trenat s'usava per a fer cistelles, cadires i altres utensilis.
Amb la revolució industrial va tenir primer un augment considerable d'utilització, en passar d'una matèria artesana a una de les principals del sector industrial més important a Catalunya, però aviat va començar a substituir-se per altres matèries més rendibles. En l'actualitat encara s'utilitza, tant a la indústria com a l'artesania popular.

## Aspectes legals
El comerç de llavors de cannabis és legal a Espanya, així com el seu conreu si és per a ús industrial (tèxtil o paper, per exemple), però no el cultiu per a obtenir marihuana (dels òrgans reproductius, en forma de cabdells, de la planta femella, amb alt contingut en THC) ni haixix (els tricomes premsats de la planta femella, també més alt en THC que el cànem usat per a fibres).

## Curiositats
La primera Constitució dels Estats Units i la seva Declaració d'Independència es van fer en paper de fibra de cànem. La tenència de llavors de cannabis és legal, com el seu conreu i comerç, ja que aquestes no tenen components psicoactius (i en particular, no tenen THC), però la tenència de la planta és il·legal.". Les empreses que comercen amb llavors o amb fibra de cànem s'inscriuen al Registre Mercantil i paguen els seus impostos. Tanmateix, segons Massimiano Salami, de l'empresa comerçant de llavors DrGrow: "ningú dirà mai on té les seves plantacions necessàries per al producte legal que generen, fins i tot alguns afirmaran comprar la matèria primera a estrangers, encara que tinguin terrenys plantats a Espanya".